# Torre Realia BCN
Torre Realia BCN est un gratte-ciel de Barcelone d'une hauteur de 112 mètres et comportant 24 étages. Sa construction a débuté en 2006 pour se terminer en mai 2009.